# کارآگاهان (فیلم)
کارآگاهان (انگلیسی: Detectives) فیلمی است که در سال ۱۹۲۸ منتشر شد. از بازیگران آن می‌توان به کارل دان اشاره کرد.